# Erbacher Hof (Limburg an der Lahn)

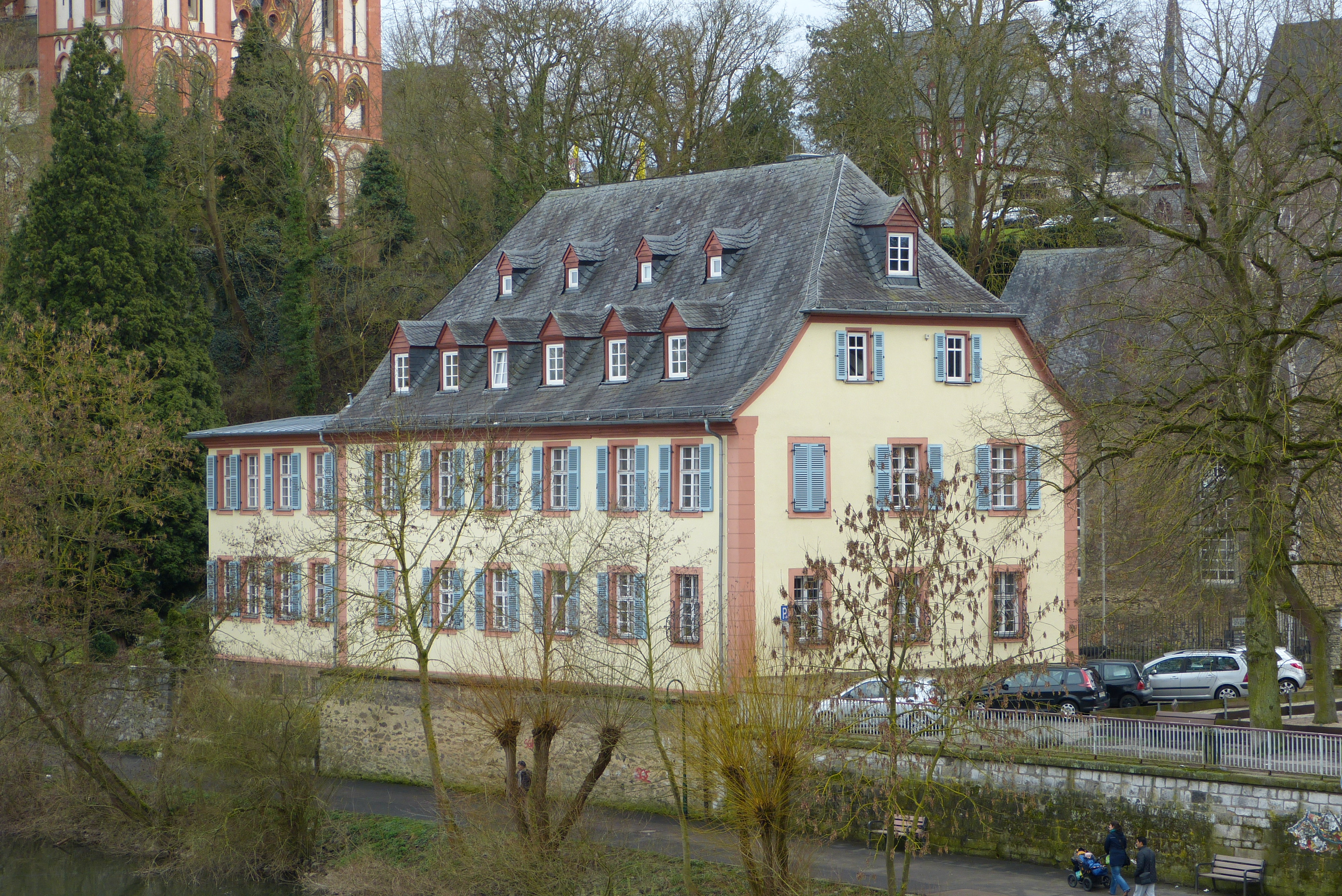
Der Erbacher Hof von der alten Lahnbrücke gesehen

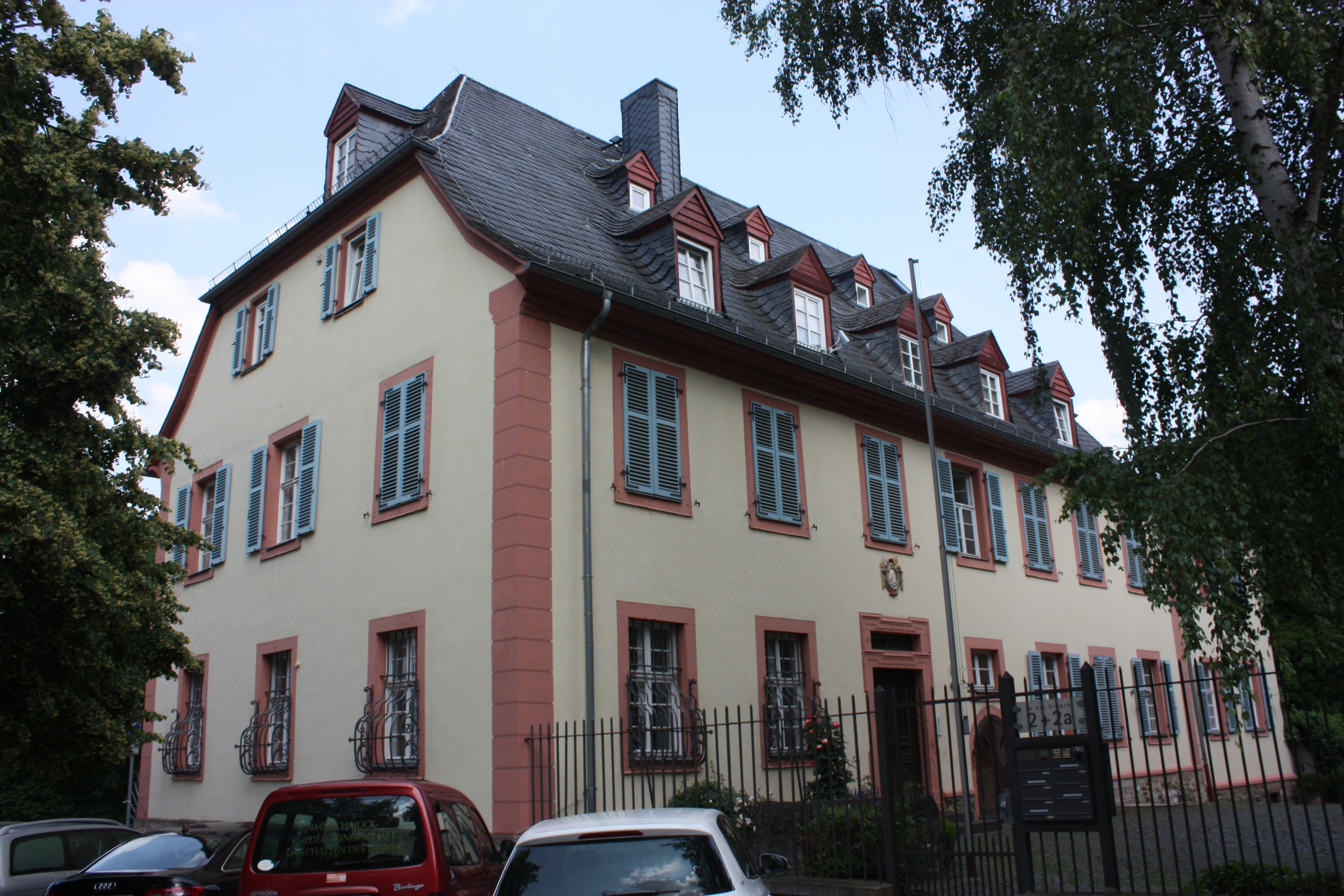
Der Hof von der Stadt aus gesehen

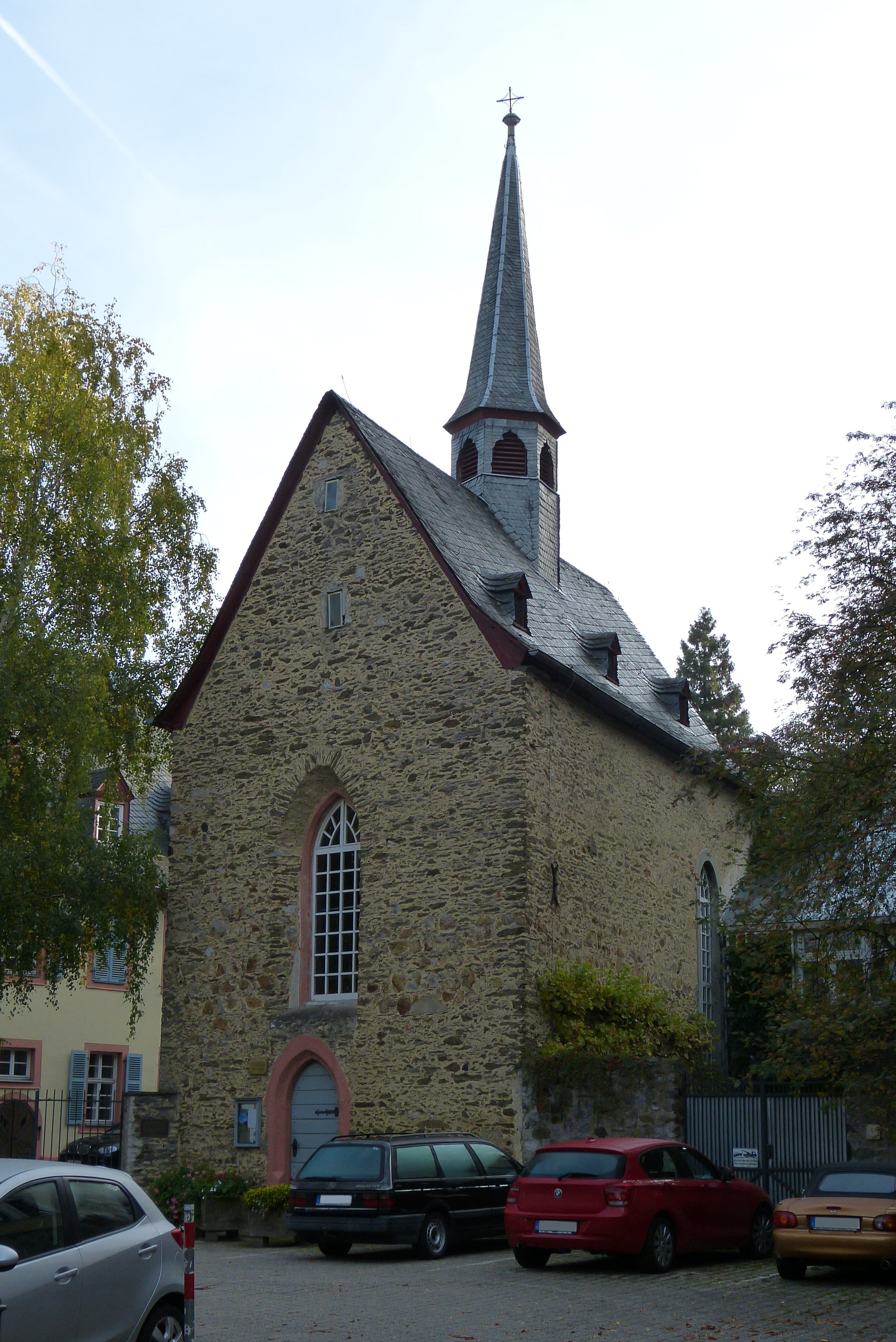
Die Johannes-Kapelle des Erbacher Hofs

Der Erbacher Hof war der Stadthof des Klosters Eberbach in Limburg an der Lahn. Nach der Säkularisation wurden die Gebäude von verschiedenen öffentlichen Einrichtungen genutzt. Der Name bezieht sich auf eine Variante des Klosternamens und war prägend für den heutigen Straßennamen In der Erbach. Die erhaltenen Gebäude sind geschützte Baudenkmäler. Durch die direkte Lage an der Lahn unterhalb des Limburger Doms besitzt der Erbacher Hof eine stadtbildprägende Bedeutung.

## Geschichte
In Hadamar, am Nordrand des Limburger Beckens, begann das Zisterzienserkloster ab 1190 mit dem Aufbau einer Grangie. Ihre Grundlage waren mehrere Stiftungen in Hadamar und dem Umland. Erste Grundbesitzungen in Limburg wurden dem Kloster ab dem Jahr 1211 zugewandt. Die Nutzung dieses Besitzes erfolgte von der Grangie Hadamar aus.
Erst Mitte des 13. Jahrhunderts gründete das Kloster Eberbach eine Niederlassung, zunächst zu Handelszwecken, in der aufstrebenden Stadt Limburg. Die Stadt erlebte im beginnenden 14. Jahrhundert einen Wirtschaftsaufschwung. Die 1306 von einem Hochwasser zerstörte hölzerne Lahnbrücke wurde 1315 durch die neue steinerne Lahnbrücke ersetzt. Die hölzerne Lahnbrücke befand sich etwa im Bereich des heutigen Erbacher Hof. Ein Hof vor dem Diezer Tor veräußerte das Kloster Eberbach 1317 an den Wilhelmitenorden, der diesen nutzte, um das bisherige Kloster von der hochwassergefährdeten Lahninsel in die neue sogenannte Diezer Vorstadt zu verlegen.
Im Jahr 1320 veräußerte Abt Wilhelm die Granie Hadamar an Graf Emicho von Nassau-Hadamar, der sie zu ihrem Residenzschloss ausbaute. Das Kloster verlegte die Verwaltung der Güter im Limburger Becken in den Erbacher Hof Limburg, wo es in den folgenden Jahren den Stadthof in mehreren Phasen ausbaute. Die 1322/24 errichtete Kapelle hat sich bis heute erhalten. Eine erhebliche Erweiterung erfolgte nach 1369, als es dem Kloster gelang das letzte verbliebene, nicht klostereigene, Haus zwischen Kapelle und Lahn zu erwerben. In der unmittelbaren Nachbarschaft des Erbacher Hofs entstand ab 1370 der Hof des Klosters Arnstein in Limburg.
Neben der wirtschaftlichen Aktivitäten organisierte das Kloster auf dem Hof religiöse und wohltätige Tätigkeiten. So ist bereits für das Jahr 1323 ein Krankenhaus (Infirmarium) belegt. An den Messen in der Kapelle nahmen auch Bürger der Stadt teil. Die Kapelle war eine Station der bis 1562, nach römischem Vorbild abgehaltenen Sieben-Kirchen-Prozession. Der Stadthof verfügte über einen eigenen Friedhof für Konventsmitglieder und Stifter.
Die Verlegung der Verwaltung erfolgte, nachdem es zu einer Änderung der Klosterwirtschaft kam. Ursprünglich betrieb das Zisterzienserkloster seinen Besitz in Eigenwirtschaft. Ab dem mittleren 13. Jahrhundert erfolgte jedoch der langsame Übergang zur Verpachtung, die von den Stadthöfen organisiert werden konnte. Der Erbacher Hof wurde Sitz eines der sieben Syndikate des Klosters. Dieser hatte die Aufgabe die Einhaltung der Pachtverträge und Zahlung der Abgaben an das Kloster zu überwachen. Das Syndikat Limburg umfasste zu Beginn des 16. Jahrhunderts Höfe in 25 Ortschaften des Limburger Beckens. Die Höfe des Syndikats Limburg waren überwiegend auf Ackerbau und im geringeren Maß auf Viehzucht spezialisiert. Weinanbau und Holzwirtschaft spielten eine untergeordnete Rolle. Dazu kamen mehrere verpachtete Stadthäuser und Mühlen.

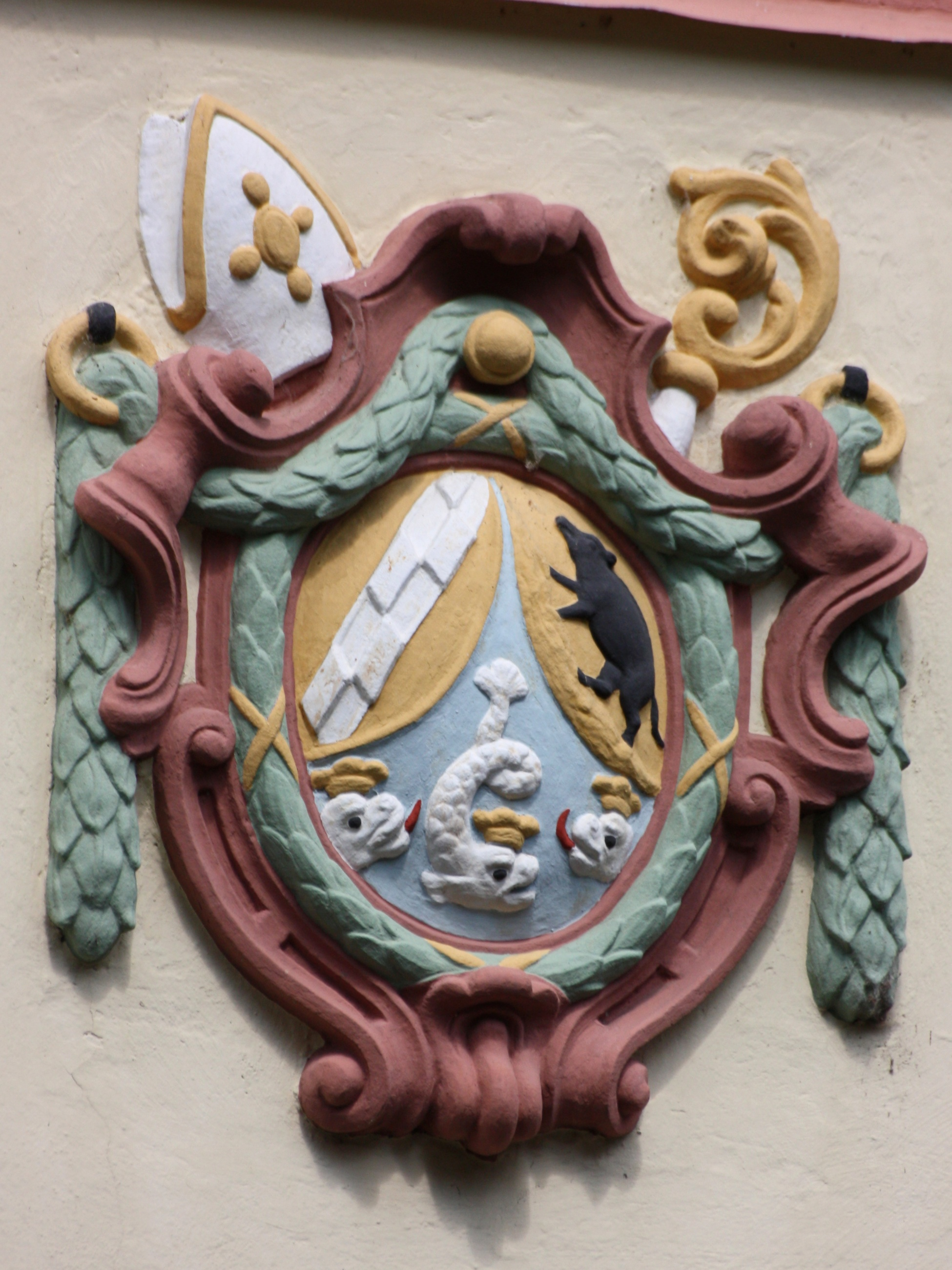
Wappen von Adolf II. Werner über dem Eingang

Da der größte Teil des Besitzes des Syndikats Limburg in kurtrierischen Orten lag, gelang es dem Kloster diesen Besitzkomplex weitgehend unbeschadet durch die Reformation zu retten. Die hohen Belastungen des Klosters durch den Dreißigjährigen Krieg und die Reunionskriege verhinderten jedoch eine Erweiterung. Erst im späten 18. Jahrhundert gelangte das Kloster zu einer wirtschaftlichen Konsolidierung. Zu den zahlreichen Bauten der Äbte des Barock gehört der repräsentative Neubau des Hauptgebäudes des Erbacher Hof von 1776 bis 1778 unter Abt Adolph II. Werner von Salmünster. Im Jahr 1783 erfolgte erstmals die Erwähnung des Johannes-Patronats der Kapelle.
Mit der Säkularisation fielen der Erbacher Hof und sein Besitzkomplex 1803 an das Herzogtum Nassau. Dieses richtete im Hauptgebäude des Hofes eine Rezeptur für die säkularisierten Kirchengüter in der Region um Limburg ein. Die Kapelle diente ab 1803 als Salzlager der Salzmonopolverwaltung. 1807 wurde die Kapelle um den Treppenturm erweitert. Mit der Reform der Finanzverwaltung im Herzogtum Nassau 1816 diente das Gebäude als Sitz des herzoglichen Rentamts und ab 1822 als Amtshaus des Amts Limburg. Ab 1822 nutzte Die Domänenverwaltung das Gebäude als Lager für Selterswasser. Im Jahr 1831 schenkte Herzog Wilhelm die Kapelle der evangelischen Gemeinde Limburg zur Einrichtung einer eigenen Kirche. Vermutlich wurde in diesem Zuge die heutige Empore errichtet.
1867 verkaufte die evangelische Gemeinde die Kapelle an die jüdische Gemeinde, die sie bis 1903 als Synagoge nutzte. Um 1870 wurde das Gebäude durch einen Anbau auf der Ostseite vergrößert. Nach der Gründung des Landkreises Limburg diente das Gebäude als Königlich-Preußisches Landratsamt. Auch nach dem Bau des neuen Kreishauses an der Schiede diente der Erbacher Hof als Verwaltungsgebäude. Anschließend kaufte das Landratsamt die Kapelle und nutzte sie als Aktenlager. Während der Zeit des Nationalsozialismus befand sich hier der Sitz der Gestapo in Limburg. Nach dem Zweiten Weltkrieg wurde das Gebäude wieder von der Verwaltung des Landkreises als Sitz des Katasteramts genutzt.
Im Jahr 1948 wurde die Kapelle an die selbständigen evangelisch-lutherischen Gemeinde übertragen und wird seitdem wieder als Gotteshaus verwendet. Eine umfassende Sanierung und Rekonstruktion erfolgte 1958. Im Jahr 1999 erfolgte der Verkauf an Privatbesitzer, die das Gebäude in ein Miethaus umwandelten.

## Baubeschreibung
Bei dem Wohnhaus handelt es sich um einen barocken zweigeschossigen Massivbau. Dieser ist äußerlich verputzt, die Gebäudeecken sind durch Quaderlisenen abgesetzt. Das Haus verfügt über gleichmäßige Fensterachsen und wird von einem hohen Halbwalmdach mit Standgauben bekrönt. Über dem Eingangsportal ist das Wappen des Bauherrn Adolph II. Werner von Salmünster angebracht. Im Inneren hat sich ein barocker Treppenaufgang erhalten. Weiterhin sind Reste der Kellerräume des vorherigen Gebäudes vorhanden. Ein seitlicher Anbau ist jüngeren Datums und schlichter ausgeführt.
Die Kapelle ist ein zweijochiger gotischer Saalbau. Sie ist aus unverputztem Bruchsteinmauerwerk errichtet. Sie verfügt anstelle eines Kirchturms nur über einen Dachreiter. Der ursprüngliche Zugang auf der Rückseite ist vermauert. Der heutige Zugang erfolgt über das Spitzbogenportal auf der Vorderseite. Im inneren verfügt die Kapelle über eine Holzempore.
Die ursprünglich zu dem Wirtschaftshof gehörenden Hofanlagen wie Scheunen, Stallungen, Wirtschafts- und Ziergärten sind nicht mehr vorhanden.